# 肥皂草属
肥皂草属（学名：Saponaria）是石竹科下的一个属，为多年生草本植物。该属共有约30种，分布于欧洲温带地区。